# Neerja
 (août 2020).
Le contenu est difficilement compréhensible vu les erreurs de traduction, qui sont peut-être dues à l'utilisation d'un logiciel de traduction automatique.
Pour la femme sur laquelle le film est adapté, voir Neerja Bhanot.
Pour plus de détails, voir Fiche technique et Distribution.
Neerja (नीरजा, Neeraja) est un film indien réalisé par Ram Madhvani et sorti en 2016. Il s'inspire des faits réels sur le détournement du vol Pan Am 73 ayant eu lieu le 5 septembre 1986 et sur une hôtesse de l'air, Neerja Bhanot (1963-1986), ayant réussi à prévenir les pilotes, ce qui a permis de sauver la plupart des passagers, mais elle y a perdu la vie.

## Synopsis
L'hôtesse de l'air, Neerja Bhanot, 22 ans, se fait tuer en 1986 à Karachi, lors du détournement du vol 73 Pan Am dans lequel elle était chef de cabine, alors qu'elle sauvait la vie de 360 passagers.

## Fiche technique
Sauf indication contraire, les informations mentionnées dans cette section peuvent être confirmées par la base de données cinématographiques IMDb,  présente dans la section « Liens externes ».
- Titre original : नीरजा
- Titre international : Neerja
- Réalisation : Ram Madhvani (en)
- Scénario : Saiwyn Quadras (en)
- Musique : Vishal Khurana
- Décors : Anna Ipe et Aparna Sud
- Costumes : Theia Tekchandaney et Shruti Wadetiwar
- Photographie : Mitesh Mirchandani
- Son : Subhash Sahu
- Montage : Monisha R. Baldawa
- Production : Atul Kasbekar (en) et Shanti Sivaram Maini
- Sociétés de production : Bling Unplugged et Fox Star Studios
- Société de distribution : Fox Star Studios
- Budget : 20 ₹[1]
- Pays de production :  Inde
- Langue originale : hindi, anglais
- Format : couleur (Technicolor) - 2,35:1 - DTS - son Dolby Digital - 35 mm
- Genre : biographie, drame, thriller
- Durée : 122 minutes
- Dates de sortie :
  - Émirats arabes unis : 18 février 2016 (avant-première mondiale)
  - Inde : 19 février 2016

## Distribution
- Sonam Kapoor : Neerja Bhanot[2]
- Shabana Azmi : Rama Bhanot, la mère de Neerja
- Yogendra Tikku : Harish Bhanot, le père de Neerja
- Shekhar Ravjiani : Jaideep, l'ami de Neerja
- Sadh Orhan : Saad Mallik, le subalterne d'Inzamam
- Abrar Zahoor : Zayd Safirini, un terroriste
- Jim Sarbh : Khalil, un terroriste
- Ali Baldiwala : Mansoor, un terroriste
- Vikrant Singta : Fahad, un terroriste
- Kavi Shastri : Naresh, l'ancien époux de Neerja
- Bobby Arora : Ayn Zoya
- Edward Sonnenblick : capitaine Jack Snipes
- Waqar Khan : le copilote Richard Bertrand
- Nikhil Sangha : Akhil Bhanot, le frère de Neerja
- Arjun Aneja : Aneesh Bhanot, le frère de Neerja
- Ismail Mohammad Mirza : Al Turk
- Sushil Tyagi : Inzamam Younis
- Meghana Kaushik : Sanjana
- Eisha Chopra : Debina
- Sunanda Wong : Tina
- Anjali Khurana : Dolly
- Shashi Bhushan : Emran Ali, un radioélectricien
- Deepak Shah : le brigadier
- Aarush Rana : Jatin Desai
- Shaurya Chopra : Shaurya Desai
- Vishwendra Singh : Akram Baig
- Chandra Thakur : un employé de Pan Am
- Manya Chopra : Bhavika Desai
- Prashantt Guptha : Rahul Kumar[3]
- Asha Joshi : Sujata Kumar
- Alex Kozyrev : Ronnie Heston
- Ikhlaque Khan : Musthaq Khan

## Production

### Développement
En septembre 2014, le producteur Atul Kasbekar signe le réalisateur Ram Madhvani et Sonam Kapoor pour un long métrage produit par les sociétés Bling Unplugged et Fox Star Studios. Saiwyn Quadras et Sanyuktha Chawla ont travaillé sur le script

### Tournage
Le tournage commence le 19 avril 2015 à Bombay.

### Musique
La musique du film est intégralement composée par Vishal Khurana. Les paroles de chansons sont écrites par Prasoon Joshi (en).
1. Jeete Hain Chal, interprété par Kavita Seth, Arun Ingle, Mandar Apte, R.N. Iyer, Archana Gore, Mayuri Patwardhan, Pragati Mukund Joshi et Vishal Khurana
2. Aankhein Milayenge Darr Se, interprété par K. Mohan et Neha Bhasin
3. Gehra Ishq, interprété par Shekhar Ravjiani
4. Aisa Kyun Maa, interprété par Sunidhi Chauhan

## Accueil

### Sortie et accueil critique
Neerja sort le 19 février 2016 sous les éloges de la critique, avec des éloges dirigés vers la performance de Kapoor, et devient l'un des films de Bollywood les plus rentables mettant en vedette une femme protagoniste.
Il reçoit un certain nombre de distinctions dans les organisations de récompenses de Bollywood, avec des éloges particuliers pour la performance de Kapoor et la direction de Madhvani. Il a remporté deux prix au 64e National Film Awards, dont le meilleur long métrage en hindi et une mention spéciale pour Kapoor. Lors des 62e Filmfare Awards, Neerja a remporté six prix, dont celui du meilleur film (critiques), de la meilleure actrice (critiques) (Kapoor) et de la meilleure actrice dans un second rôle (Azmi).

### Box-office
Le film a rapporté 135,52 crore (19 millions de dollars) au box-office d'Inde.

## Distinctions

### Récompenses
- HELLO! Hall of Fame Awards 2016 : meilleure actrice - critiques pour Sonam Kapoor
- Screen Awards 2016[5] :
  - Meilleur réalisateur pour Ram Madhvani
  - Meilleure actrice dans un second rôle pour Shabana Azmi
  - Meilleur espoir masculin pour Jim Sarbh
  - Meilleure scénario pour Saiwyn Quadras
- IIFA Awards 2017[6] :
  - Meilleur film
  - Meilleure actrice dans un second rôle pour Shabana Azmi
  - Meilleure performance dans un rôle de méchant pour Jim Sarbh
  - Meilleure direction artistique pour Anna Ipe et Aparna Sud
- Filmfare Awards 2017 :
  - Meilleure actrice dans un second rôle pour Shabana Azmi
  - Meilleur film - critiques pour Ram Madhvani
  - Meilleure actrice - critiques pour Sonam Kapoor
  - Meilleur montage pour Monisha R. Baldawa
  - Meilleure photographie pour Mitesh Mirchandani
  - Meilleure direction artistique pour Aparna Sud
- National Film Awards 2017 :
  - Meilleur long métrage en hindi pour Ram Madhvani
  - Prix spécial du jury pour Sonam Kapoor
- Stardust Awards 2017 :
  - Meilleure actrice dans un second rôle pour Shabana Azmi
  - Meilleure performance dans un rôle de méchant pour Jim Sarbh
  - Meilleure actrice de l'année pour Sonam Kapoor
  - Meilleur réalisateur de l'année pour Ram Madhvani
- Zee Cine Awards 2017 :
  - Meilleur réalisateur pour Ram Madhvani
  - Meilleure actrice dans un second rôle pour Shabana Azmi
  - Meilleur espoir masculin pour Jim Sarbh
  - Meilleur scénario pour Saiwyn Quadras
  - Meilleur montage pour Monisha R. Baldawa
  - Meilleure direction artistique  pour Anna Ipe et Aparna Sud
  - Meilleure performance dans un rôle de méchant pour Jim Sarbh

### Nominations
- Screen Awards 2016 : meilleure actrice pour Sonam Kapoor[5]
- Asian Film Awards 2017 : meilleure actrice dans un second rôle Shabana Azmi[7]
- Filmfare Awards 2017 :
  - Meilleur film
  - Meilleur réalisateur pour Ram Madhvani
  - Meilleure actrice pour Sonam Kapoor
  - Meilleur acteur dans un second rôle pour Jim Sarbh
- IIFA Awards 2017[6] :
  - Meilleur réalisateur pour Ram Madhvani
  - Meilleure actrice pour Sonam Kapoor
  - Meilleure scénario pour Saiwyn Quadras
- Stardust Awards 2017 : meilleur espoir masculin pour Shekhar Ravjiani
- Zee Cine Awards 2017 : meilleure actrice pour Sonam Kapoor